# Autocenzura

Autocenzura jako jeden z poziomów cenzury

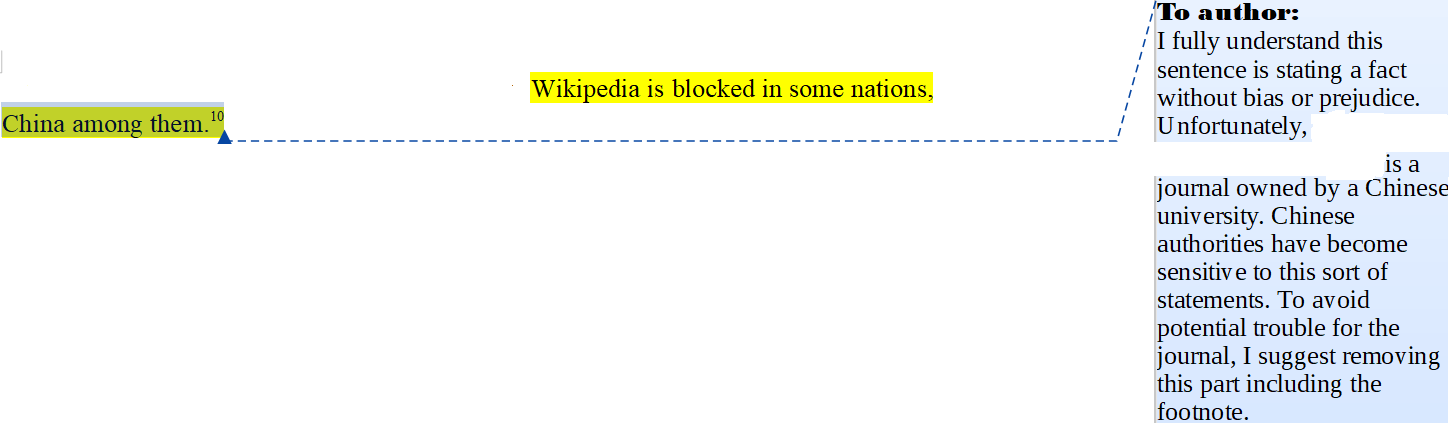
Autocenzura w chińskim czasopiśmie naukowym: redaktor prosi autora artykułu o usunięcie zdania o zablokowaniu Wikipedii w Chinach kontynentalnych, ponieważ mogłoby to spowodować kłopoty z „władzami”.

Autocenzura (także samocenzura) – proces świadomego korygowania własnej twórczości z treści uznawanych za kontrowersyjne, obsceniczne czy wulgarne, lub nieuświadomionego dopasowania swojej twórczości do obowiązującego kanonu społecznego, konwenansu lub światopoglądu.
Autocenzura wynika najczęściej z potrzeby twórcy do akceptacji społecznej dla swojej aktywności artystycznej lub zawodowej i wiąże się z oczekiwaniem korzyści bądź uznania albo dla uniknięcia krytyki czy kontrowersji poprzez dopasowanie swojej twórczości do treści akceptowalnych przez swoje środowisko społeczne.
Autocenzura jest też stosowana przypadkach, gdy jej brak mógłby spowodować reakcję cenzora, i jest formą strategii przetrwania wielu dziennikarzy, przedsiębiorstw i obywateli w krajach, gdzie jest ograniczona wolność słowa (np. w Chinach).